# Заповіді блаженства

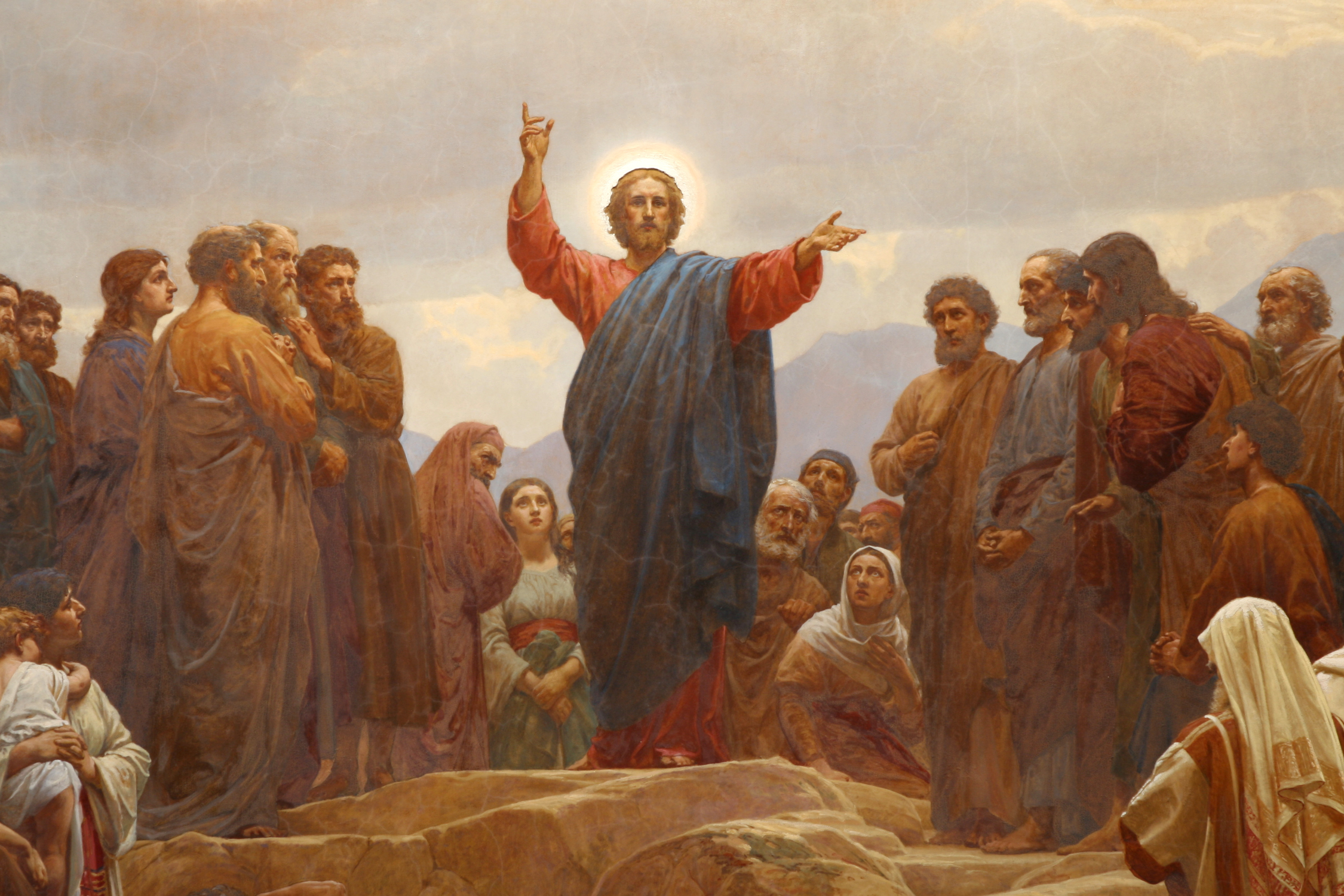
Ісус голосить нагірну проповідь виголошуючи заповіді блаженства. Ілюстрація Henrik_Olrik з церкви Святого Матвія в Копенгагені.

Блаже́нства, або За́повіді блаже́нства — вимовлені Ісусом Христом у Нагірній проповіді і представлені у Новому Заповіті (Мт 5:3–11 і Лк 6:20–22), складають основу християнського морального вчення та частину заповідей Ісуса Христа.
1. Блаженні вбогі духом[ru][1], бо їхнєє Царство Небесне.
2. Блаженні засмучені, бо вони будуть утішені.
3. Блаженні лагідні, бо землю вспадкують вони.
4. Блаженні голодні та спрагнені правди, бо вони нагодовані будуть.
5. Блаженні милостиві, бо помилувані вони будуть.
6. Блаженні чисті серцем, бо вони будуть бачити Бога.
7. Блаженні миротворці, бо вони синами Божими стануть.
8. Блаженні вигнані за правду, бо їхнє Царство Небесне.
9. Блаженні ви, як ганьбити та гнати вас будуть, і будуть облудно на вас наговорювати всяке слово лихе ради Мене. Радійте та веселіться, нагорода бо ваша велика на небесах! Бо так гнали й пророків, що були перед вами.

|         | Від Матвія | Від Луки |         |
| ------- | --- | --- | ------- |
| Мт 5:3  | Блаженні вбогі духом, бо їхнєє Царство Небесне.                                                                | А Він, звівши очі на учнів Своїх, говорив: Блаженні убогі, Царство Боже бо ваше.                                                         | Лк 6:20 |
| Мт 5:4  | Блаженні засмучені, бо вони будуть утішені.                                                                    | Блаженні голодні тепер, бо ви нагодовані будете. Блаженні засмучені зараз, бо втішитесь ви.                                              | Лк 6:21 |
| Мт 5:5  | Блаженні лагідні, бо землю вспадкують вони.                                                                    | |         |
| Мт 5:6  | Блаженні голодні та спрагнені правди, бо вони нагодовані будуть.                                               | | Лк 6:21 |
| Мт 5:7  | Блаженні милостиві, бо помилувані вони будуть.                                                                 | |         |
| Мт 5:8  | Блаженні чисті серцем, бо вони будуть бачити Бога.                                                             | |         |
| Мт 5:9  | Блаженні миротворці, бо вони синами Божими стануть.                                                            | |         |
| Мт 5:10 | Блаженні вигнані за правду, бо їхнє Царство Небесне.                                                           | |         |
| Мт 5:11 | Блаженні ви, як ганьбити та гнати вас будуть, і будуть облудно на вас наговорювати всяке слово лихе ради Мене. | Блаженні ви будете, коли люди зненавидять вас, і коли проженуть вас, і ганьбитимуть, і знеславлять, як зле, ім'я ваше за Людського Сина. | Лк 6:22 |